# Chlorothraupis
A Chlorothraupis  a madarak osztályának verébalakúak (Passeriformes) rendjébe és a kardinálispintyfélék (Cardinalidae) családjába tartozó nem. Egyes szervezetek ezeket a fajokat a Habia nembe sorolják.

## Rendszerezésük
A nemet Osbert Salvin és Frederick DuCane Godman írták le 1850-ben, az alábbi fajok tartoznak ide:
- Chlorothraupis carmioli[1] vagy Habia carmioli[2]
- Chlorothraupis olivacea[1] vagy Habia olivacea[2]
- Chlorothraupis stolzmanni[1] vagy Habia stolzmanni[2]
- Chlorothraupis frenata[1] vagy Habia frenata[2]